# 차이나 (프로레슬링 선수)

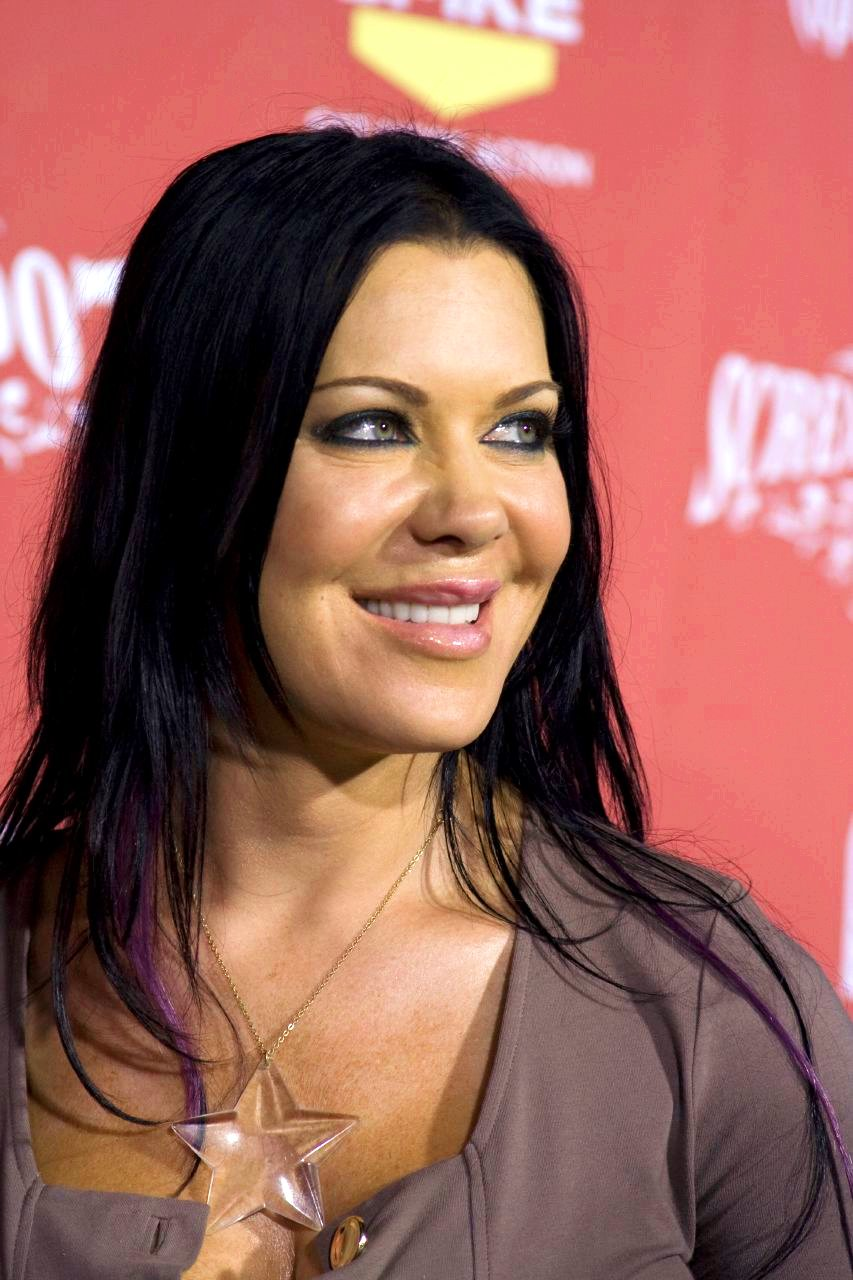
차이나 (2007년)

차이나(Chyna, 1969년 12월 27일 ~ 2016년 4월 20일)로 잘 알려진 조앤 머리 로러(Joan Marie Laurer)는 미국의 여자 프로레슬링선수, 배우다. 독일계 미국인인 그녀는 대학시절 같은 학교 학생으로부터 성폭행을 당했었고 그 이후로 그녀는 보다 강한 여성이 되겠다는 결심으로 어렸을 때부터 보디빌딩을 해온 몸으로 프로레슬링계에 입문했다.
여자 프로레슬러 답지 않게 거의 대부분 남자 프로레슬러들과 맞붙었고 여자 치고는 승률도 아주 좋았다. 한때 트리플 H와 연인이기도 했으나 트리플 H가 WWE에서 권력을 차지하기 위해 스테파니 맥마흔과 결혼하는 바람에 버려졌다.
프로레슬러에서 은퇴한 이후에는 근육 및 지방 제거 수술을 받고 배우로 전업했으나 수입이 신통하지 않아 늘 가난에 시달렸다. 그래서 거미에 물렸어도 병원에 가지 못하고 집에서 자신이 직접 환부를 도려내가며 약을 붓고 치료를 해야만 했다.
생계 때문에 어쩔 수 없이 포르노 배우가 되었는데 이 때문에 WWE 명예의 전당에는 헌액되지 못하고 있다. WWE 측에서 자신들의 명예가 실추되는 것을 우려하고 있기 때문에 이제는 포르노 배우가 된 차이나를 헌액하기 힘들었다. 주로 나오는 테마는 WWE를 소재로 한 포르노로서 다른 배우들은 다 대역이고 차이나만 실제 인물이 등장한다. 피니쉬는 파워 밤, 페디그리를 사용한다. 2016년 4월 20일, 미국 LA에 위치한 저택에서 평소에 복용하던 여러 가지 약물들인 항우울제, 수면제, 진통제, 근육 이완제 등의 약물들을 술에 타서 먹은 게 원인이 되어 숨진 채 발견되었다. 향년 46세
하지만 WWE 측에서는 차이나의 기구하고 불쌍한 인생 내막을 알게 되었으며 그래서 2019년에 뒤늦게 WWE 명예의 전당에 헌액했다.
- 키: 178cm
- 몸무게: 82kg

## 타이틀 경력
- IWF 위민스 챔피언 1회
- WWE 인터콘티넨탈 챔피언 2회
- WWE 위민스 챔피언 (구 버전) 1회